# Chydarteres strigatus
Chydarteres strigatus är en skalbaggsart som först beskrevs av Dupont 1836.  Chydarteres strigatus ingår i släktet Chydarteres och familjen långhorningar. Inga underarter finns listade i Catalogue of Life.